# ولیونا
ولیونا (به لاتین: Veliuona) یک منطقهٔ مسکونی در لیتوانی است که در شهرستان تاوراگه واقع شده‌است.

## نگارخانه

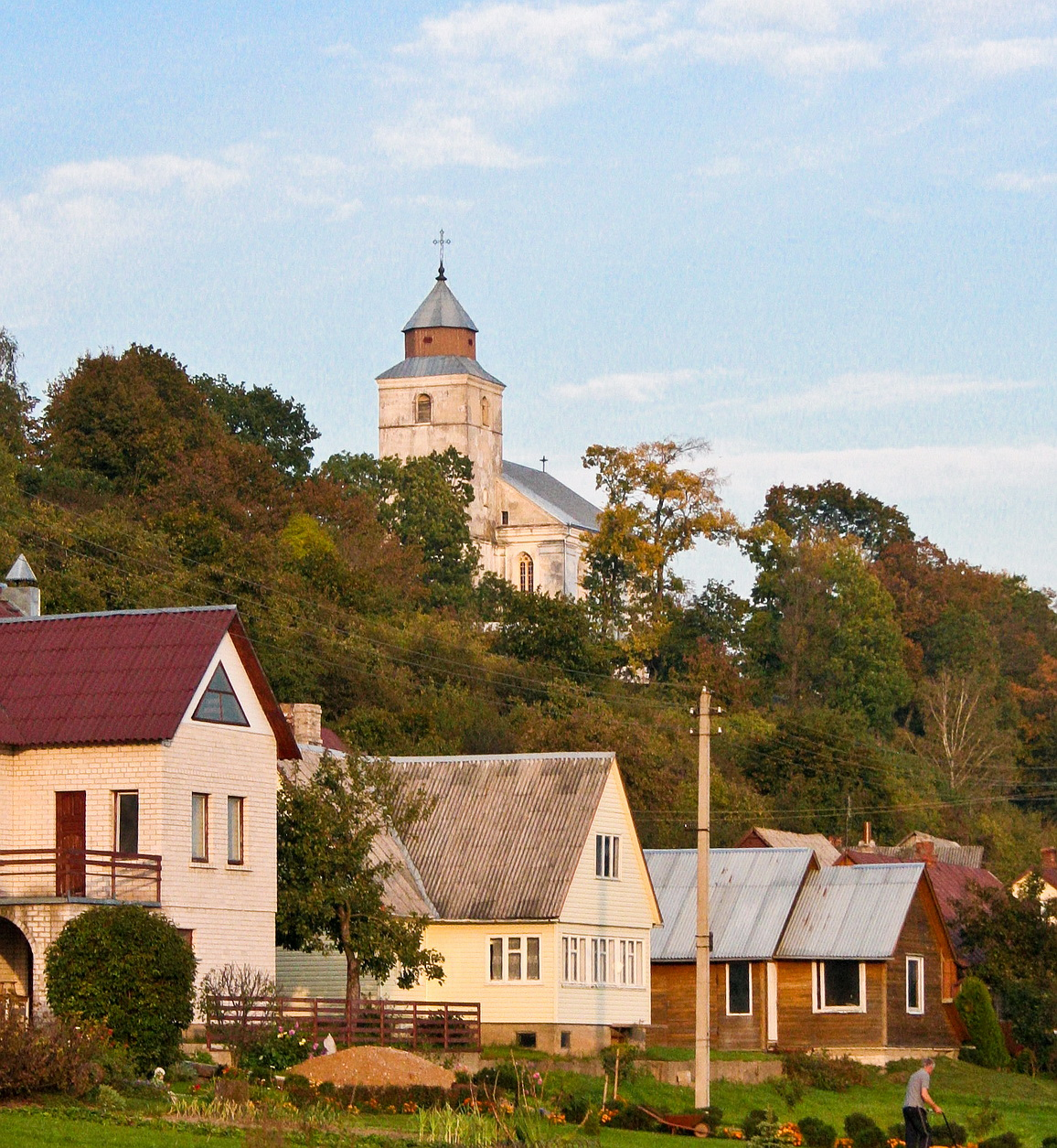
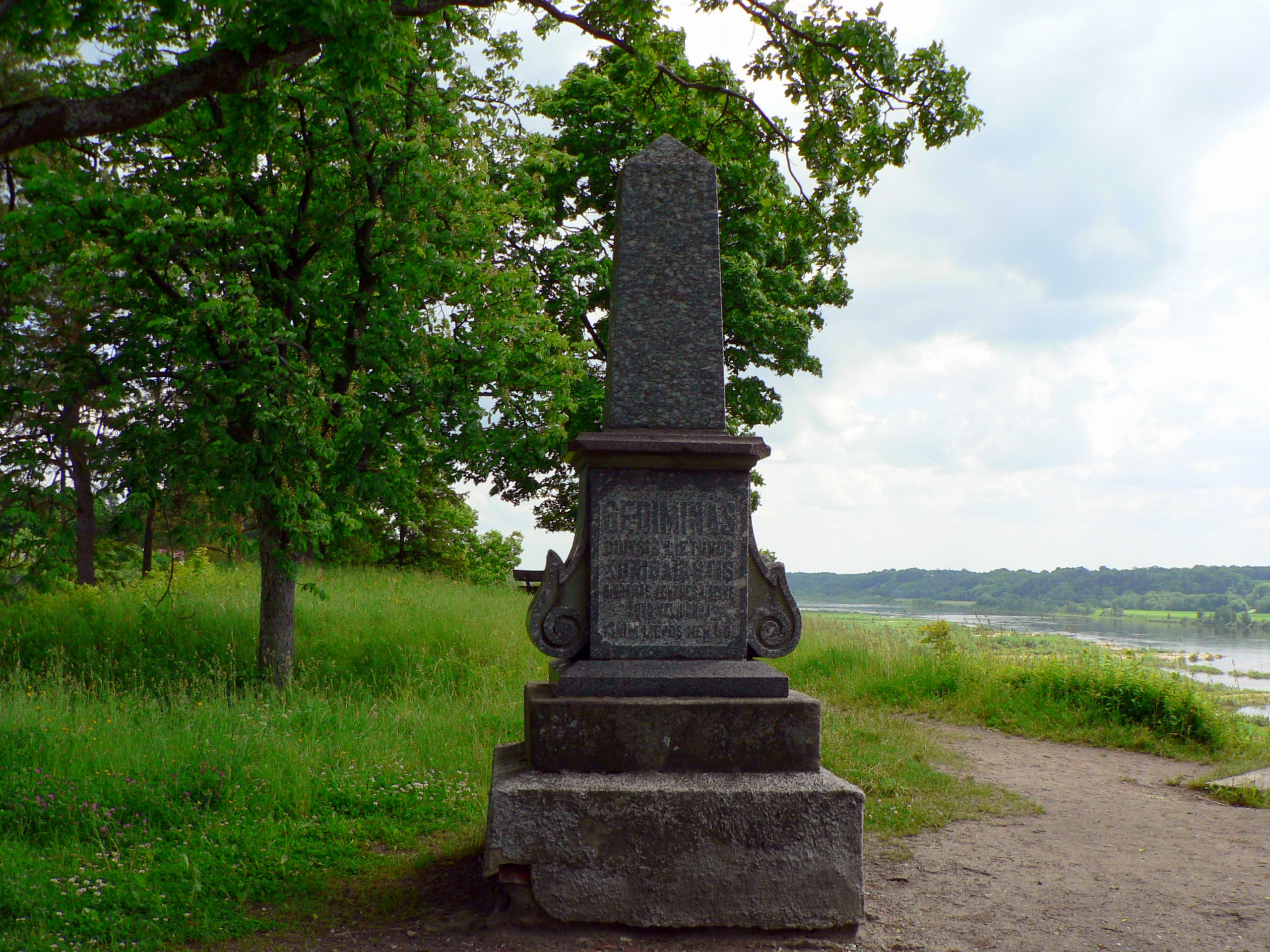
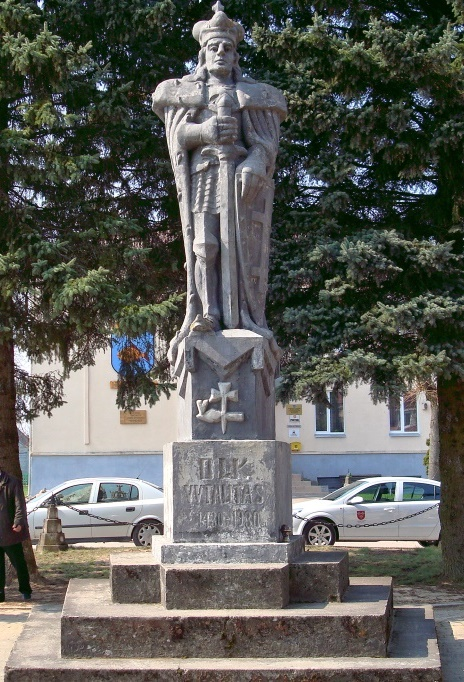
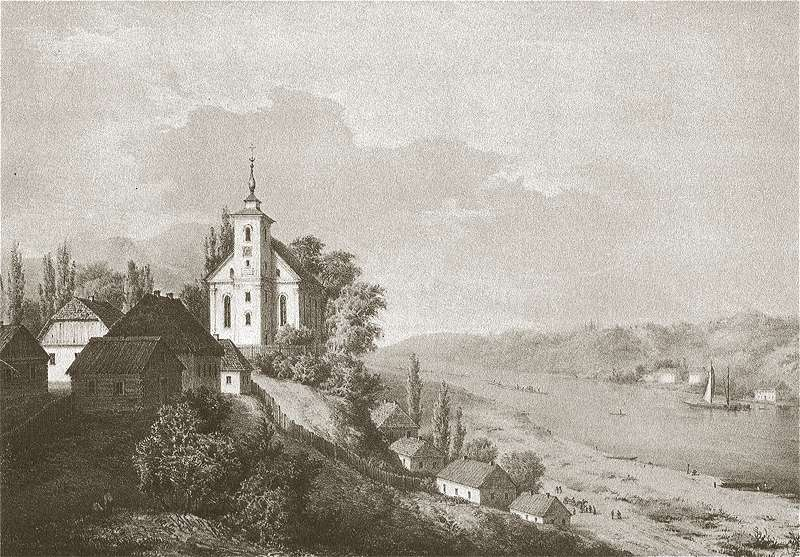

## خصوصیات
ولیونا ۷۲۶ نفر جمعیت دارد.